# Vincentiuskirche (Linx)

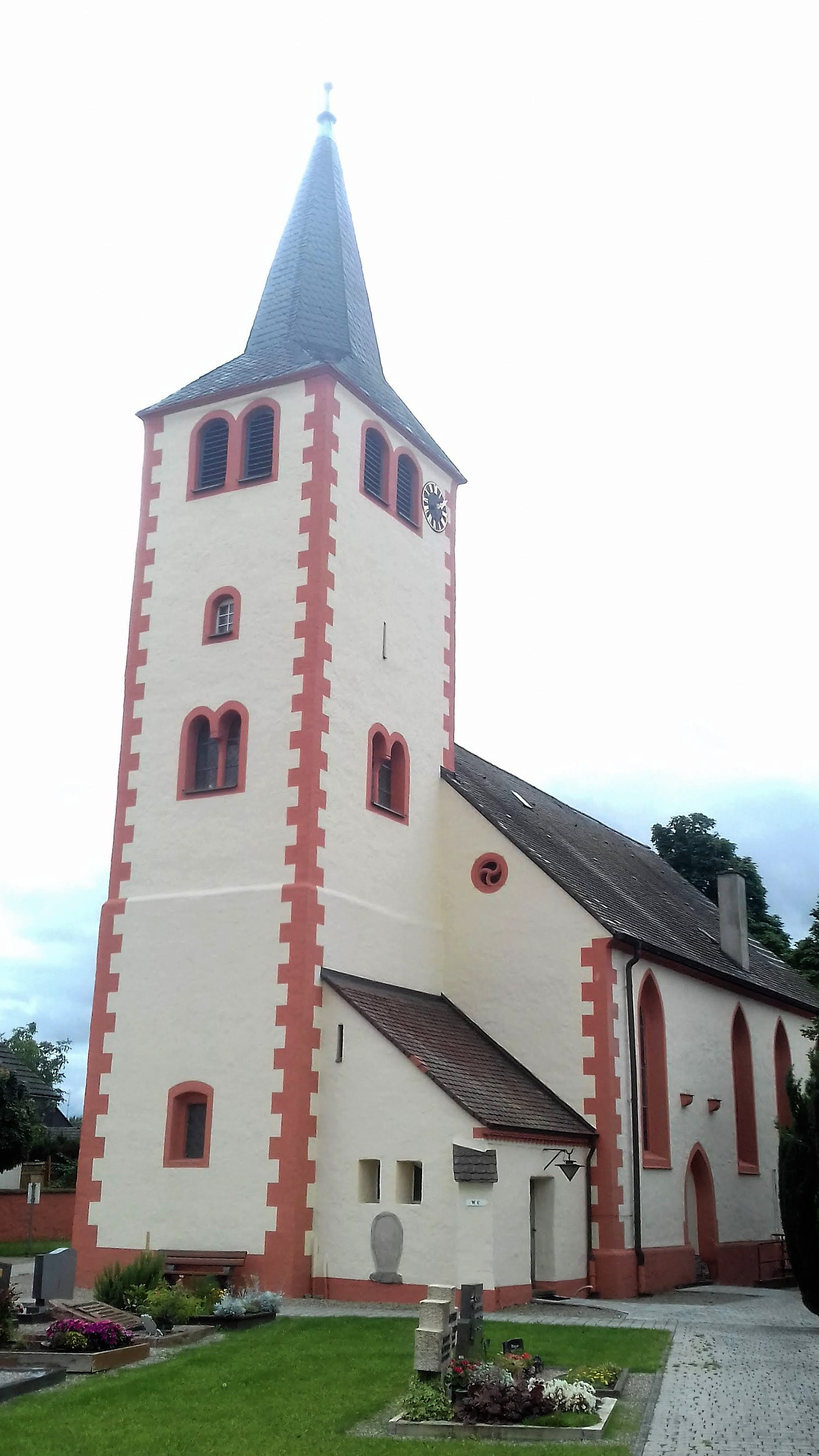
Vincentiuskirche in Linx

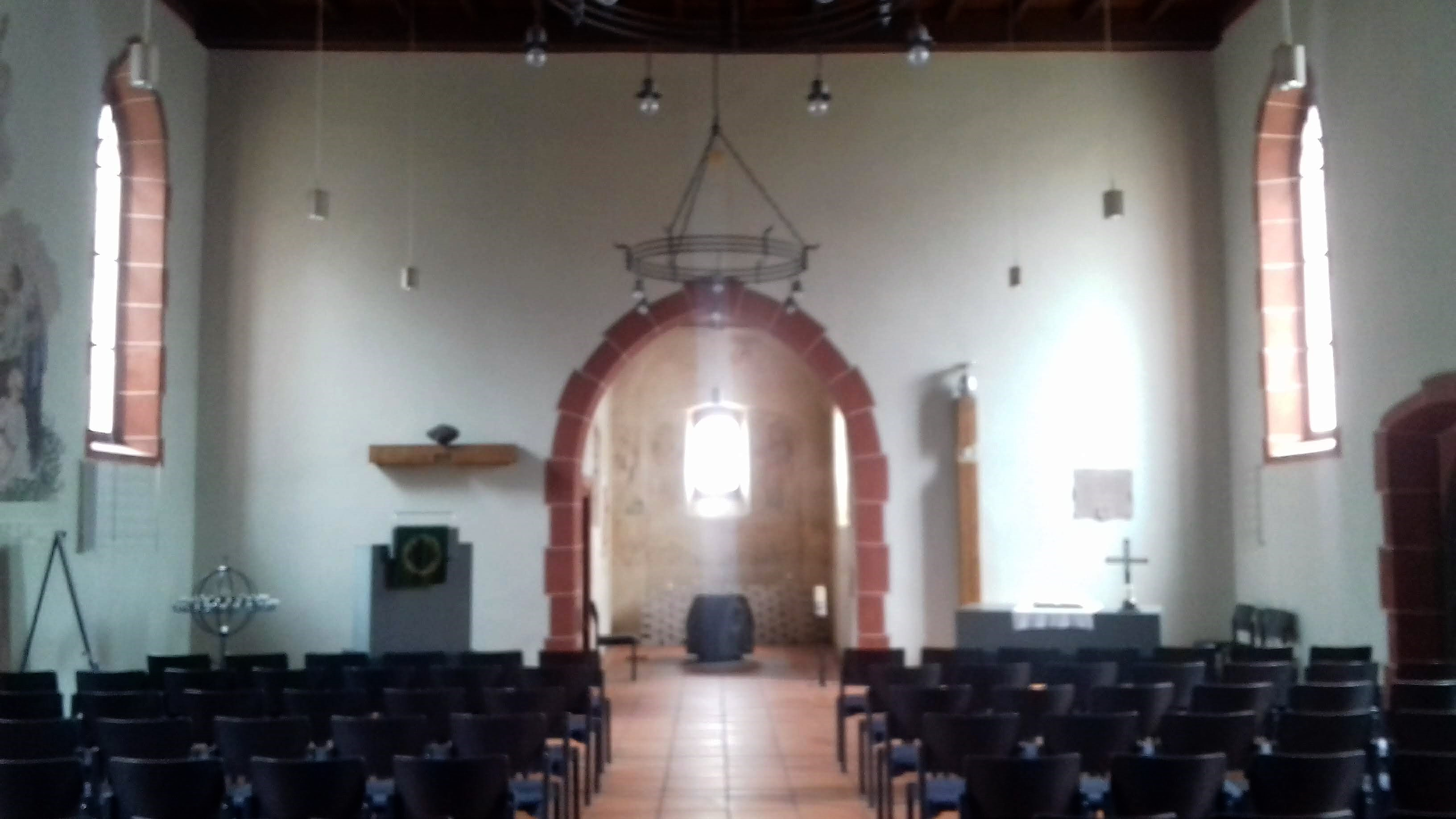
Innenansicht

Die evangelische Vincentiuskirche steht in der Gemarkung Linx der Stadt Rheinau im Ortenaukreis in Baden-Württemberg. Die Kirchengemeinde gehört zur Evangelischen Landeskirche in Baden. Das Bauwerk ist beim Landesamt für Denkmalpflege Baden-Württemberg als Baudenkmal eingetragen.

## Beschreibung
Die Saalkirche besteht aus einem im 17. Jahrhundert gebauten Langhaus und einem Chorturm aus dem 13. Jahrhundert im Osten, der 1356 mit einem vierten Geschoss, das die Turmuhr und den Glockenstuhl beherbergt, aufgestockt und 1790 mit einem spitzen Helm bedeckt wurde.
Der Innenraum des Langhauses ist mit einer Flachdecke überspannt. Im Chor wurden Fragmente von Wandmalereien freigelegt, die ältesten, auf denen die zwölf Apostel zu erkennen sind, stammen aus dem 14. Jahrhundert. Auf der Empore steht eine Orgel.